# 中国井冈山干部学院

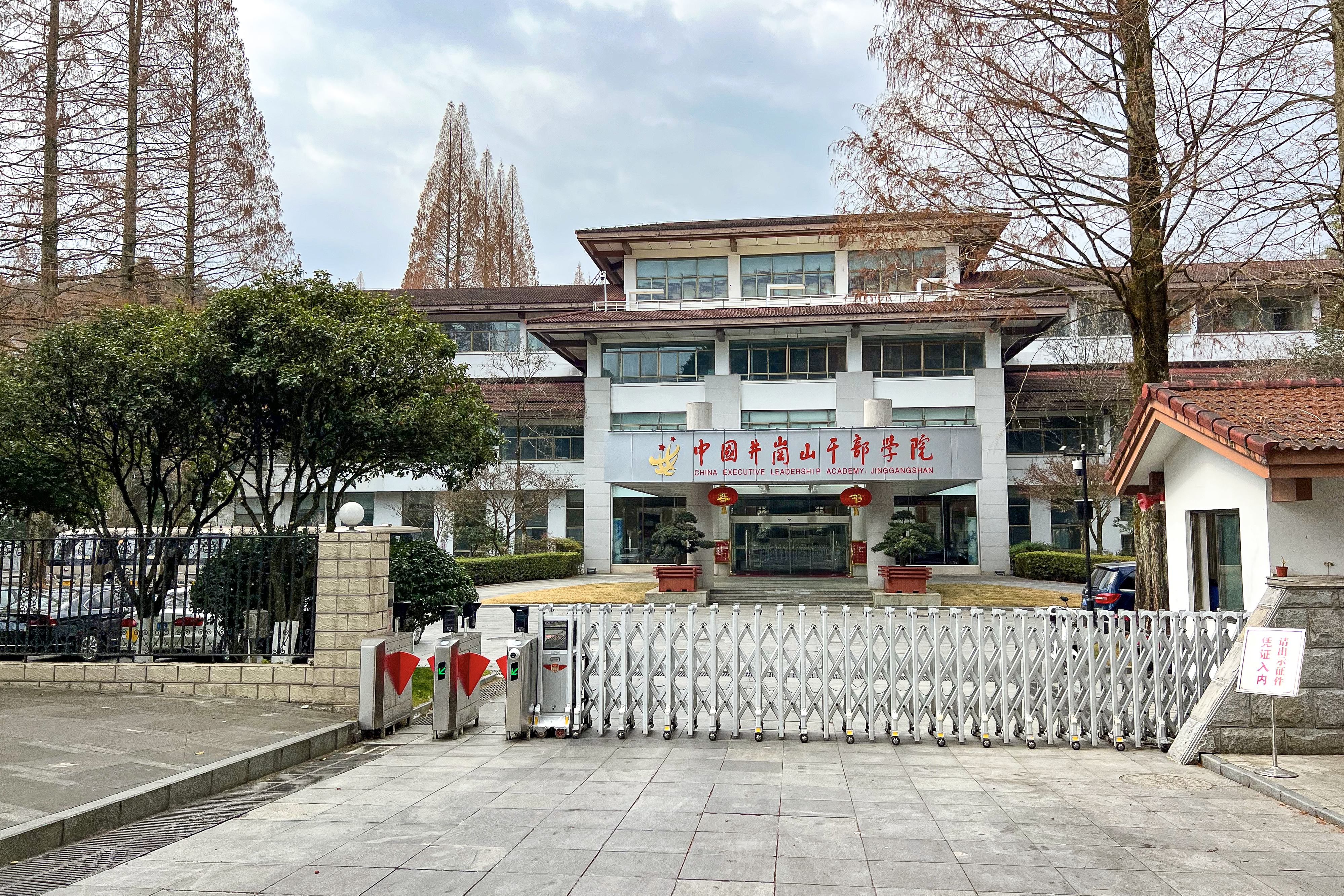
中国井冈山干部学院

中国井冈山干部学院位于中国江西省吉安市井冈山市红军北路6号，是中共中央组织部管理、中共江西省委负责日常事务的中共中央直属事业单位，成立于2005年3月。学院院长由中共中央组织部部长兼任，第一副院长由中共江西省委专职副书记兼任。

## 概况
学院于2005年成立时，中共中央总书记胡锦涛发来贺电。江泽民为学院题写了校名。该学院是“负责对党政干部、企业经营管理者、专业技术人员和军队干部进行中共党史、党建理论、革命传统教育和基
本国情教育的国家级培训基地。”“中央确定的办学要求为：实事求是、与时俱进、艰苦奋斗、执政为民，功能定位为：把学院建设成为进行革命传统教育和基本国情教育的基地、激发广大党员干部永葆革命青春的‘加油站’、提高领导干部素质和本领的熔炉以及开展国际培训交流合作的窗口。”

## 组织
学院实行理事会领导下的院务委员会负责制。

### 历任领导
| 理事长 1. 李源潮（2007年－2012年） 2. 赵乐际（2012年－） 3. 陈希（2017年－） 院长 1. 李源潮（2007年－2012年） 2. 赵乐际（2012年－） 3. 陈希（2017年－） | 第一副院长 …… - 吴忠琼（2021年12月－？，江西省委副书记兼） - 陈永奇（2025年3月－，江西省委副书记兼） 常务副院长 …… - 张鹏（2024年6月－） 副院长 …… - 柯华（？－，？起为一级巡视员） - 程吉生（？－） - 肖华孝（？－） |

### 内设机构
- 办公厅
- 教务部
- 培训部
- 对外交流与培训开发部
- 教学科研部（案例发展中心）
- 人力资源部
- 机关党委